# ミック・グリーン
マイケル・ロバート・グリーン (Michael Robert Green　通称ミック・グリーン Mick Green　1944年2月22日 - 2010年1月11日) はイングランド、ダービーシャー出身のロック・ギタリスト、作曲家、音楽プロデューサー。
パブロックの代表的ミュージシャン。ジョニー・キッド&ザ・パイレーツ、ビリー・J・クレイマー・アンド・ザ・ダコタス、ザ・パイレーツ、ヴァン・モリソン・バンドなどで活躍した。

## 経歴
ダービーシャーのマトロック出身。
1962年、ジョニー・パットの後任としてジョニー・キッド&ザ・パイレーツに加入。海賊のコスチュームに身を包んで演奏するという個性的なグループで中心メンバーとして活躍、リーダーのキッドとの共作でオリジナル曲の充実にも貢献した。1964年にはビリー・J・クレイマー・アンド・ザ・ダコタスに移籍。
1976年、ジョニー・キッドが1966年に死去して以来消滅していたパイレーツを全盛期のメンバーで復興。2010年に死去するまでパイレーツのメンバーとして精力的に活動した。
また、シャンハイ（Shanghai）のメンバーとして2枚のアルバムをリリースしたほか、ステイタス・クォーの『ブルー・フォー・ユー』ツアー」をサポートした。メンバーのアラン・ランカスターと、スタイタス・クオーの曲を4曲共作した。
1990年代以降には様々なアーティストとのレコーディングやギグをこなした。1990年にモーターヘッドのレミー・キルミスターのレミー&ジ・アップセッターズに客分として参加し、シングル「ブルー・スエード・シューズ」でギターを弾いた。1999年3月から5月にはポール・マッカートニーのアルバム『ラン・デヴィル・ラン』のレコーディングに参加、サポートツアーにも同行し、キャヴァーン・クラブでのステージにも参加した。
1999年から2008年まではヴァン・モリソン・バンドの一員として行動を共にし、1999年の『バック・オン・トップ』(Back on Top)、2008年の『キープ・イット・シンプル』(Keep It Simple)などに参加した。
2001年2月に来日。3月1日にthee michelle gun elephantのメンバーとセッションを行い、その時にレコーディングした曲をMICK GREEN with THEE MICHELLE GUN ELEPHANT名義のシングル「KWACKER」としてリリースした。
2002年、ブライアン・フェリーのアルバム『フランティック』に客演し、彼のツアーにも参加した。2004年2月、フェリーのオークランド公演に客演中、ステージで心臓発作を起こして倒れた。救急蘇生の結果、九死に一生を得た。
2005年のグラストンベリー・フェスティバルではモリソンのバンドのギタリストとして、ピラミッド・ステージでプレイした。
2010年1月、オフィシャルサイトにて死亡が告知された。死因等についての詳細は公表されていない。2010年11月27日にロンドンの「ザ・100クラブ」にて、50年来の同僚だったパイレーツのジョニー・スペンスのほか、アニマルズ、ウィルコ・ジョンソンらが参加する追悼チャリティイベントが開催される予定。

## 影響
リード・パートとリズム・パートを同時に奏でる彼のテクニックとアレンジセンスは、ピート・タウンゼント、ウィルコ・ジョンソンら多くのギタリストに影響を与えた。
ジョンソンはグリーンからの影響の大きさを常々公言し交流も深く、彼が在籍したドクター・フィールグッドはグリーンとパイレーツに対して深い敬愛を表す理由のひとつとなった。ドクター・フィールグッドはデビューアルバム『ダウン・バイ・ザ・ジェティ』(Down by the Jetty) でグリーンが作曲した「オイェー!」(Oyeh!) 、1975年の『不正療法』(Malpractice) とライブ・アルバム『殺人病棟』(Stupidity）で彼が共作した「ゴーイン・バック・ホーム」(Going Back Home) を取り上げた。
ステージに立つ以外には、地元の学校で子供たちにギターを教えるなどの活動にも取り組んだ。